# Martha Sendolo Belleh
Martha Sendolo Belleh (* 11. März 1945 in Ganta, Nimba County) ist eine liberianische Politikerin.

## Leben
Belleh ist vom Volk der Mano in Liberia und war 2015 70 Jahre alt. Schulbildung erhielt sie am Ganta United Methodist Girls Hostel in Ganta. 1968 graduierte sie (B.Sc. in Nursing) am Cuttington University College (CWA), heute Cuttington University in  Monrovia, und ist ausgebildete Krankenschwester. 2012 veröffentlichte sie die Autobiografie The Years of my life.

## Politische Karriere
Bis zum Ausbruch des Militärputsches (Bürgerkrieg in Liberia) von 1980 war sie Public Health Officer im Nimba County. Von 1981 bis 1990 war sie Gesundheitsministerin unter Samuel Doe, der ihr im Jahr 1987 für vier Tage auch die Führung des Kabinetts überließ. Am 25. April 1990 flüchtete sie zeitweilig in die Vereinigten Staaten.

## Schriften
- The Years of my life. Kiiton Press, Providence, Rhode Island, 2012, ISBN 9780913491140.[4]